# Forno comunitário de Tourém
O Forno comunitário de Tourém, ou Forno do Povo de Tourém, é um forno comunitário português localizado na localidade e freguesia de Tourém, município de Montalegre, no Distrito de Vila Real, remontando a 1868.
Trata-se de uma construção que tem por base uma planta sub-rectangular e uma cobertura de telhado de duas águas composto por lajes de granito. A estrutura é reforçada por contrafortes de pedra de cantaria na parte exterior e de secção rectangular que sustentam os três arcos de volta perfeita, do interior, que sustentam a cobertura.
Na ombreira de um nicho interior possui desenhado na pedra a data de 1868, embora o tipo de arquitectura desta construção permita afirmar que a mesma é mais antiga. A porta de entrada foi aberta entre o cunhal do edifício e o primeiro contraforte, e apresenta uma verga recta.
Na frente do edifício, junto à entrada, existe, encostada às paredes, uma banca de tender o pão de grandes proporções, em pedra maciça com um frontal em alvenaria. Do lado direito da construção e sobre uma plataforma (lar) encontra-se o forno propriamente dito que tem uma câmara em pavimento de lajes e tecto abobadado.